# 分収林
分収林（ぶんしゅうりん）とは森林における所有及び経営形態の一種である。森林を土地の部分を所有する権利と樹木の部分（地上権）を所有し経営する権利に分離したうえで、経営の結果として樹木の部分が生み出す収入（典型的には伐採した樹木の売却で得られた利益）は土地代及びマネジメント代として、2者で決めた割合で折半（分収）するという仕組みである。土地はあるが林業経営の意欲や技術がない土地所有者と、逆に意欲と技術はあるが土地がない林業経営者の間では古くからおこなわれてきた森林の所有と経営の形態である。土地と樹木を媒介とした一種の投資信託のような面があり、過去には山林経営で莫大な利益を上げるものがいた一方で、後述のように元本割れを起こして裁判になったこともあった。

## 分収造林
全国的に行われている最も一般的な分収林である。伐採跡地を対象に典型的には土地の所有者、森林の経営者の2者で分収契約する。場合によっては経営者に対し資金援助をする者を加えて3者で分収契約を結ぶこともある。

### 部分林と割山
部分林は国有林野の管理経営に関する法律に基づき国有林内に設定される分収林である。

### 吉野の借地林業
スギのブランド産地として名高い奈良県南部の川上村や東吉野村では、土地の所有と森林経営を分離した分収林方式で木材生産を行っていることで有名で借地林業と呼ばれる。吉野の林業地帯では「山守」と呼ばれる現場代理人を経営者が雇い、林地の見回りや各種作業の段取りを組ませた。この制度により経営者は必ずしも吉野に在住しなくても良くなったことで、全国から投資を呼び込むことが可能となった。この仕組みが下記の拡大造林政策における分収林方式にも一部活かされている。

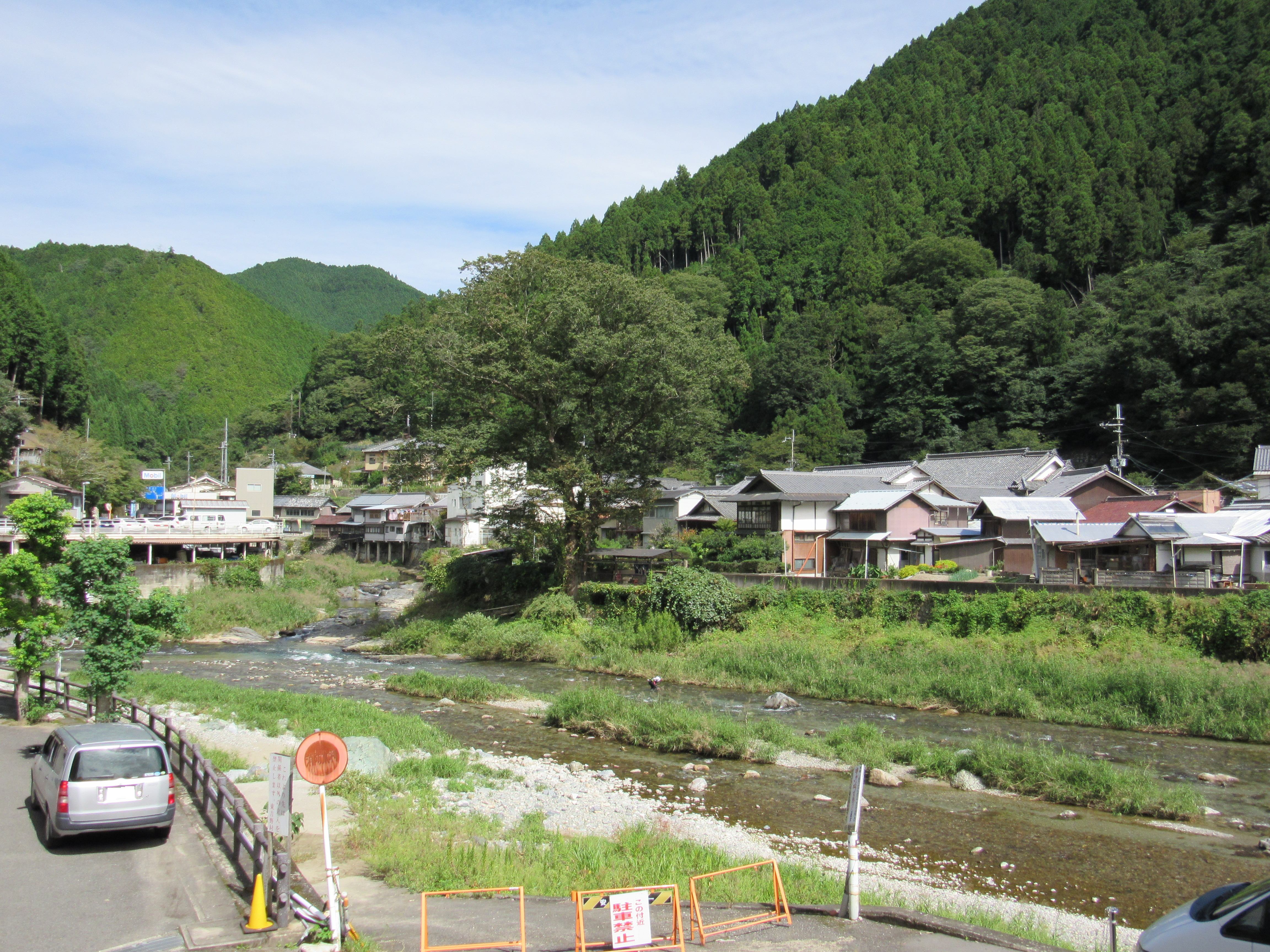
集落の裏手に成立したスギ林（東吉野村）
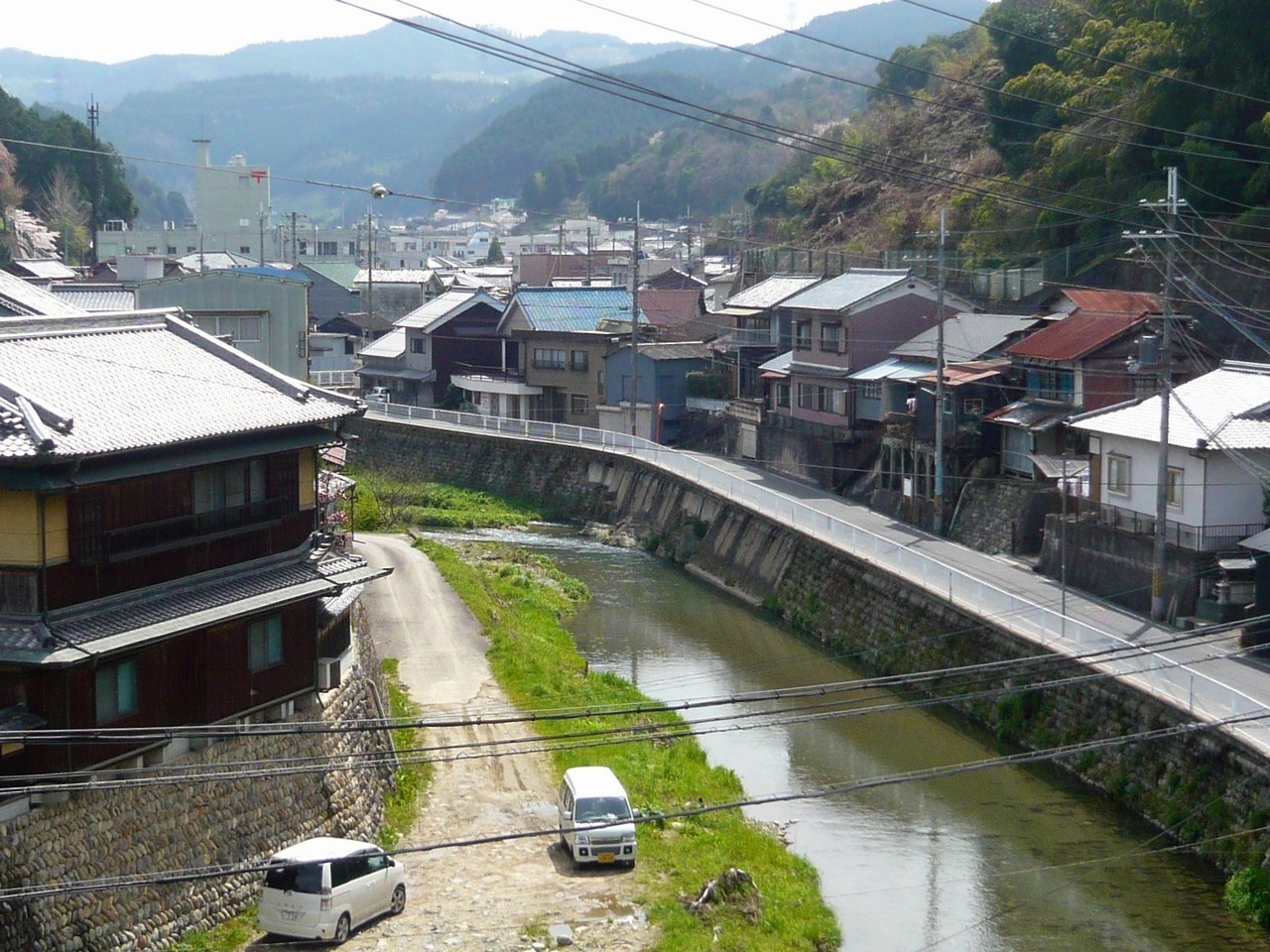
経営者は吉野以外に居住することも多かった（吉野より下流の奈良県下市町の街並み）

### 拡大造林と分収造林
日本では戦後、雑多な広葉樹主体の里山を伐採し、木材利用を目的とした針葉樹の人工林に転換していく一連の流れ、いわゆる拡大造林政策の時に分収造林の仕組みが多用されることになる。現在全国各地にある日本の分収林の多くがこの政策により誕生した。
1958年には分収林特別措置法（昭和33法律第57号）が作られ、これを根拠に国や都道府県（数は少ないが市町村もある）が地上権を持ち、土地は民間人から数十年間の無償貸与を受ける官行造林・県行造林という契約で広葉樹伐採から針葉樹への転換が進められた。分収林の仕組みを使うことで、土地所有者は植栽や間伐の金銭的な負担無しで（固定資産税などの土地の維持費は土地所有者負担）、数十年後には価値の出るであろう針葉樹の森林を手に入れることができた。このため国の思惑通りに契約数と人工林面積は伸びていった。また、契約上は国や都道府県が植栽、下刈、間伐などの森林経営を行うことになるが、実際の作業は森林組合などに委託することになる（吉野の山守に相当する）。これらの団体を通じて山村地域に税金が流れ、都市部と山村の間での「富の再分配」の一つの流れとなることも期待された。
しかし、木材価格の下落と各種作業にかかる人件費の高騰により、伐採後の樹木の売却益（正確にはこれを分収したもの）をもってしても、今までに手入れにかけた金額に届かずに国や都道府県としては赤字になることが多くの契約地で発生しており税金の浪費だとして問題になっている。分収林の契約と経営を担う公社を設立し分収造林を行っている道府県も多い（国も森林開発公団（のちに緑資源公団、緑資源機構と名前を変え現在は森林整備センター）を設立して契約を推進した）が、2007年に岩手県と大分県、2017年には山梨県の公社が解散して分収林の経営は県に移っている。公社及び都道府県管轄の分収造林の経営の立て直し策は、分収割合の見直し、売却益ではなく材積分収への変更、生育不良や道路から遠く搬出困難な不採算契約地の契約解除、他事業での利益確保など団体によって様々である。植栽や下刈などの手間と費用が最もかかる段階は過ぎており、今後の育林費用はほとんどかからないことを見込んだうえで、伐採を先延ばし木材価格の上昇を待つという契約変更は多くの団体で行われているが、早期の土地返還を求める土地所有者は難色を示すこともある。また、適当な時期に除伐や間伐などの手入れが行われず当初予定よりも価値の低い森林が出来てしまったなどとして、都道府県や国に対して分収林経営者としての資質を疑い不満を持つ土地所有者もいる。

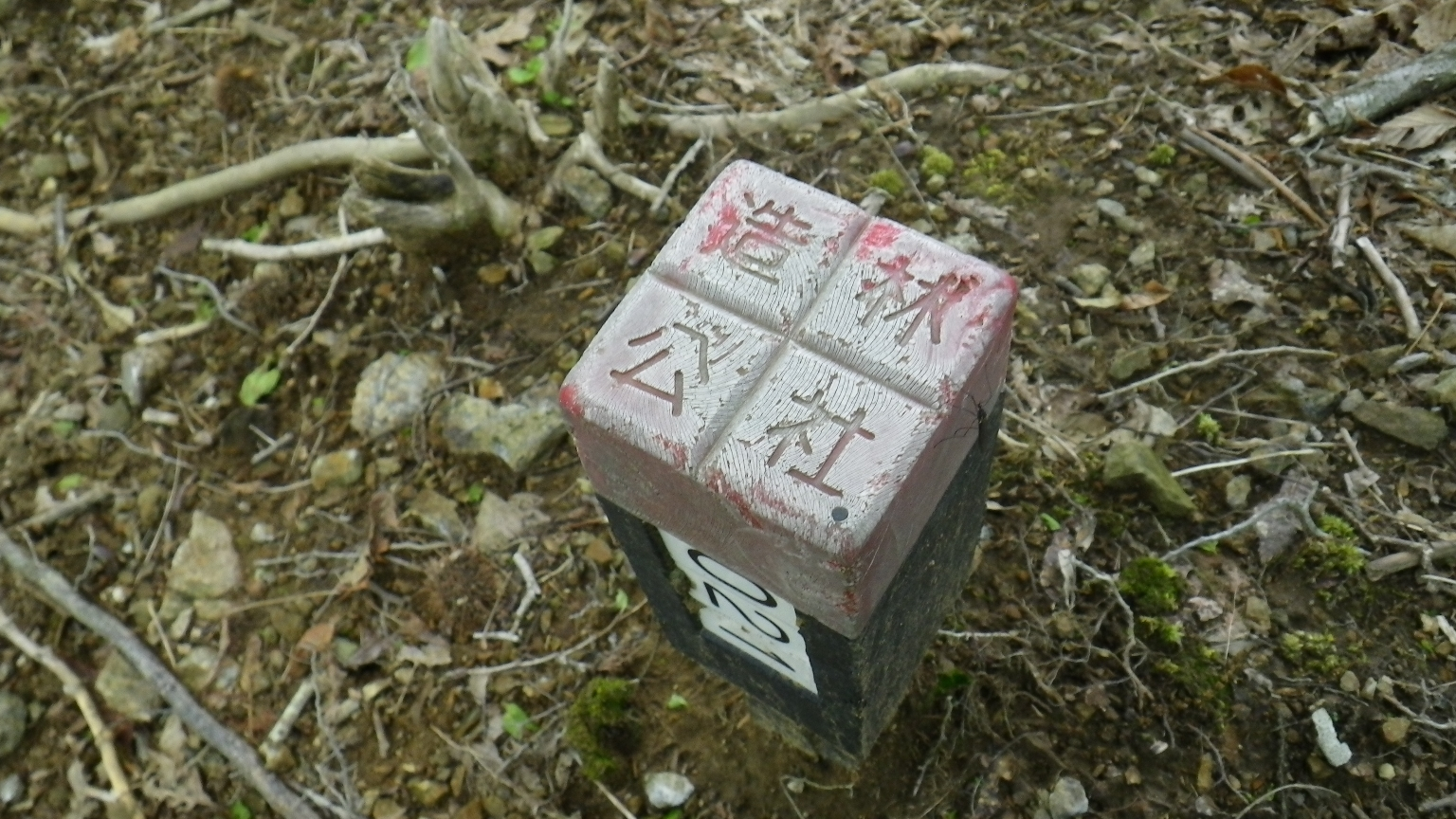
造林公社が建てた土地の境界杭
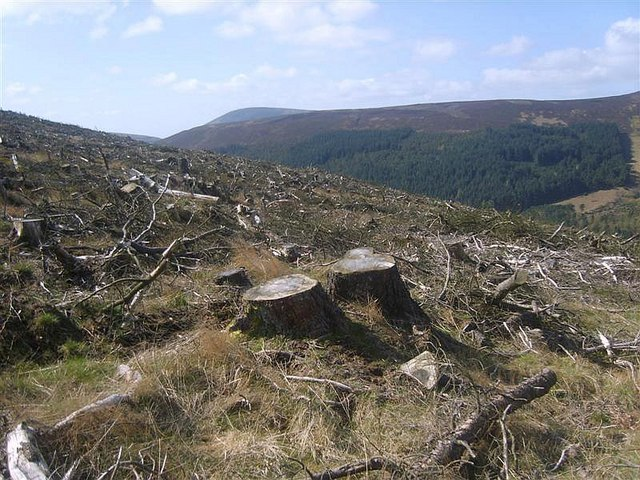
皆伐跡地を対象に分収契約での造林を行う
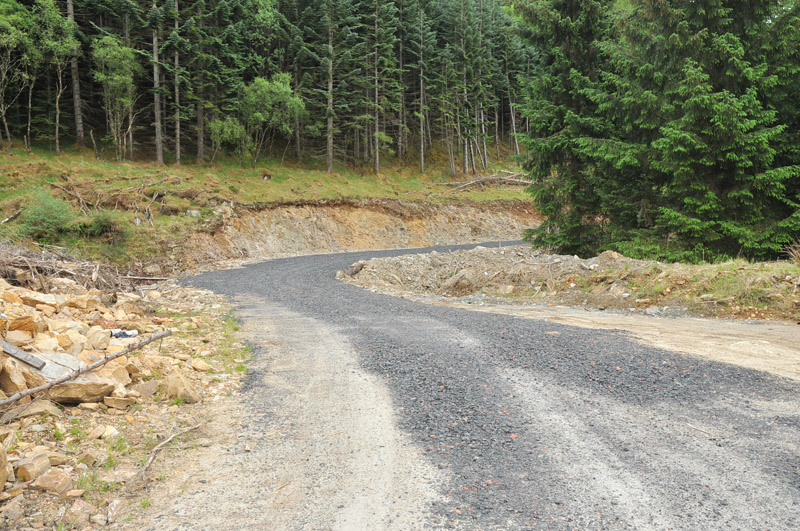
林道よりも規格の低い作業道の開設
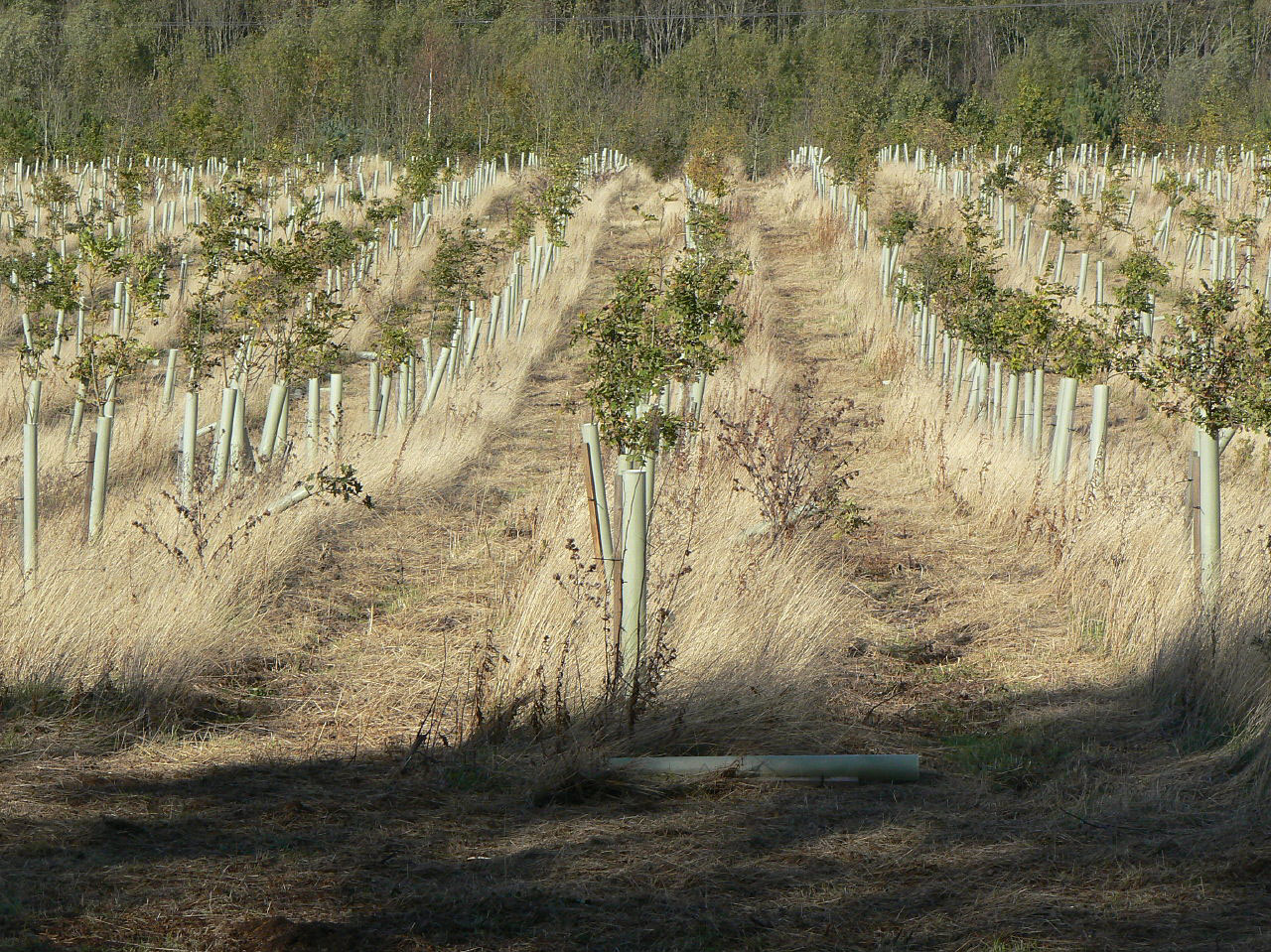
食害防除の白い筒から枝葉を伸ばす植栽木
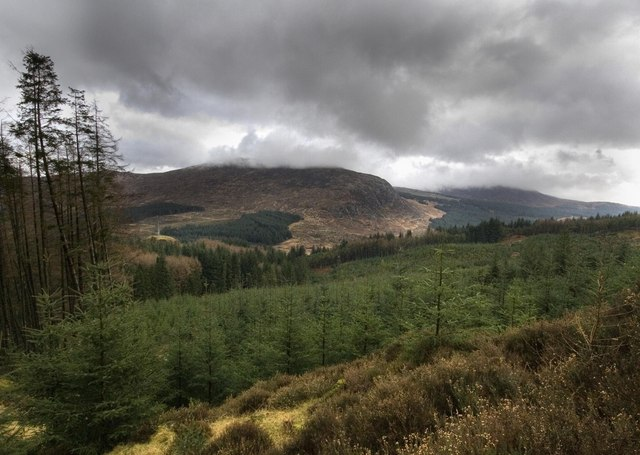
育林中の単一樹種の人工林
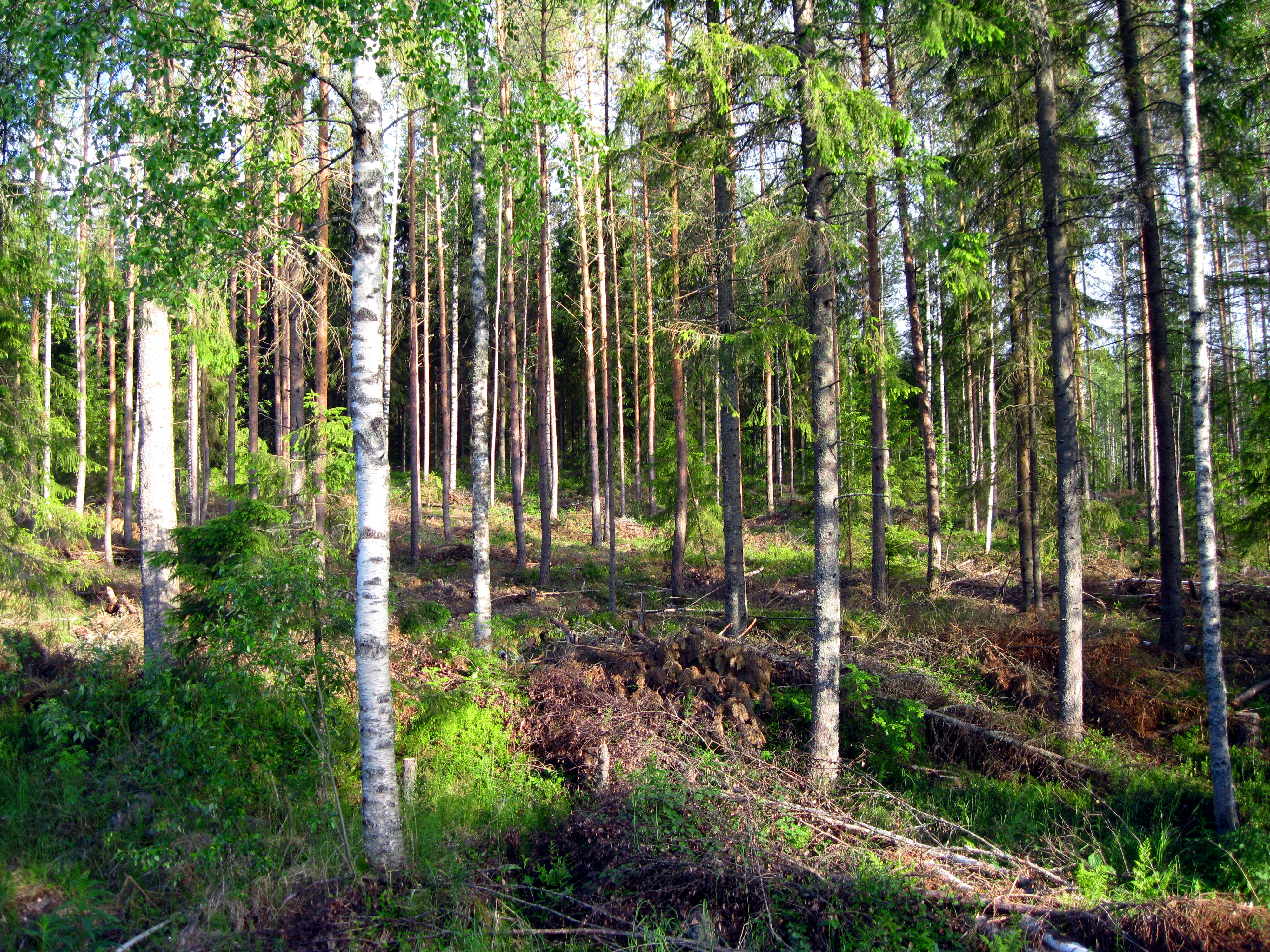
切捨間伐施工地

## 分収育林
生育途上の若い森林について、育林地所有者、育林を行う者、費用負担者の3者またはいずれか2者で分収育林契約を結び、その収益を分け合う森林である。
国有林野事業においては、生育途上の若い森林について国以外の者が育林費の一部を負担し、その収益を国及び費用負担者で分け合う森林である。費用負担者は「緑のオーナー」と呼ばれる。国有林野事業における分収育林の一般公募は1984年から開始されたが、1999年に休止している。

### 「緑のオーナー」を巡る訴訟
『緑のオーナー』制度を巡って、出資者が林野庁に対し訴訟を起こすケースが相次いでいる。
- 2009年6月5日に、『緑のオーナー』制度の日本全国の出資者75人が、林野庁を相手取り、元本割れによって損害を受けたとして、約3億8,800万円の損害賠償を求め、大阪地裁に集団訴訟を起こした。この制度で、全国で約8万6,000人が総額500億円以上を出資しているが、多くは元本割れしているといい、原告団は、国は元本割れの可能性は予見できたはずなのに、説明が無かったとしている。2014年10月9日、大阪地裁はパンフレットに元本保証がないと記載されるようになった1993年7月以前の契約については元本割れの可能性を説明していないとして国の説明義務違反を認定し、国に対して出資者84人へ計約9100万円を支払うよう命じた[1][2][3]。
- 前述の訴訟とは別に、『緑のオーナー』出資者3人が「林野庁は伐採した木を契約満了までに売る約束をしていたのにもかかわらず、売れなかったのは契約不履行に当たる」として、出資金150万円を返還するよう求め同地裁に訴訟を起こした[4]。

## 社寺保管林
江戸時代に社寺が所有していた寺社領の森林は、明治時代初頭の上知令によって国有地化された。これら森林の中で林業経営を主眼としていた森林は、引き続き寺社が管理を行うことで分収林化したものがあり、これらを社寺保管林（しゃじほかんりん）と呼ぶ。社寺側の分収歩合は、社寺側が植栽した森林で8/10、国が植林した森林で3/10、在来からの立ち木は2/3となっていた。社寺保管林を有していた寺社数は約300、面積は約2万6000haに達した。神社では霧島神宮、寺院では高野山が代表的な社寺保管林を有していた。これらは第二次世界大戦後、政教分離原則により宗教団体の国有財産の使用が禁止されたことから清算された。